# Інший Челсі
Інший «Челсі»: історія з Донецька (англ. The Other Chelsea — A story from Donetsk) — дебютний повнометражний документальний фільм німецького режисера Якоба Пройса. Формат 16:9 - HD CAM / DigiBeta / DVD.

## Сюжет
Донецьк. Поки сотні тисяч людей за мізерну платню працюють на застарілих шахтах, декілька осіб роблять реальні гроші. Байдуже, з якого боку соціальної прірви ви опинились: якщо ви з Донецька, то майже напевне будете противником Помаранчевої революції та фанатом місцевої футбольної команди Шахтар (Донецьк). Мільярдер Ахметов вкладає у клуб величезні кошти. Однак спортивний успіх лише увиразнює політичний і соціальний застій в регіоні. За межами «Донбас-Арени» перспективи далеко не райдужні… „Інший «Челсі»“ з гумором розповідає історію цих двох антагоністичних світів, швидкого підйому та неуникненного розпаду. Представники двох сторін пострадянського суспільства, які зустрічаються на стадіоні, формують колоритне соціальне середовище. Люди знають, що їхні лідери — популісти, корупціонери, часом навіть кримінальні елементи. Але вони поки можуть обирати лише між Партією регіонів та «помаранчевими». У Східній Україні голосуватимуть за «регіоналів», заганяючи у глухий кут всю країну, віддану «новим елітам».
Фільм Пройсса наповнений важливими і промовистими деталями. Режисер підмічає, з яких чашок п'ють чай його герої, якому одягу надають перевагу, які салати готують, який коньяк розливають, в яких живуть будинках. Він знімає іконку, яку шахтарі повісили біля входу в забій — підприємство збідніло і техніка безпеки обмежується лише Божою поміччю. Пройсс фіксує нервові жести Колі, який постійно відповідає на телефонні дзвінки, записує монолог Левченка про штори, які, на його думку, у донецьких шевців значно гірші, аніж у п'ятизірковому венеційському готелі.
Уважний глядач побачить не лише інший Донбас (не такий, який про нього оповідають шпальти газет і телеканали) і не той, яким він видається з вершин Верховної Ради чи вікна п'ятизіркового «Донбас Паласу», а насамперед Донецьк через призму життя простих людей, їхнього побуту, інтересів, переконань і роботи. В цьому одна з найбільших переваг фільму, як можливості показати не тільки фасад краю — його гіпертрофовану самозакоханість чиновників та «Донбас Арену», гарно вбраний центр міста, а й ті соціальні проблеми, що з ними стикається більшість мешканців.
Взагалі, за своїм реалізмом, критичністю та достовірністю змальованих характерів жителів провінції «Інший Челсі» може конкурувати із гоголівськими «Мертвими душами».

## Персонажі
Своїх персонажів режисер представив у анімаційних титрах, немов якихось казкових героїв (можливо, для німця донеччани саме такими і виглядали). Регіональну владу та місцевих "рокфелерів" представляв молодий секретар донецької міської ради, член Партії Регіонів Микола (у фільмі Коля) Левченко. Мультимільйонера та власника клубу "Шахтар" Ріната Ахметова режисерові зняти не вдалося, але його потужна, майже міфологічна присутність весь час проглядалась у словах та діях його протеже Колі Левченка.
У ролі простолюду Пройсс зняв працівників місцевої державної шахти - футбольного вболівальника із сорокарічним стажем Сашу, любителя веселих свят та гулянок Степановича та його коханку Валю - пишну білявку в леопардовій кофтині. Режисер навмисне послідовно монтував кадри простого побуту шахтарів із виклично розкішною квартирою Колі Левченка, аби продемонструвати соціальні контрасти Донецька.
Глядачі мають можливість побачити життя і роботу донецького чиновника Миколи Левченка, який просторікує про велику політику, Йосипа Сталіна, вирішує питання пов’язані з будівельним бізнесом, в якому він має партнерську долю. Водночас, він намагається з усіх сил подобатися своїм виборцям, демонструючи відвертий популізм і невігластво, – робочий кабінет нагадує більше пострадянську кунсткамеру, де поруч портрет Сталіна і Махно, численні ікони і зброя, російські прапори і герб міста Москва. Попри те, що ця еклектично вибухова суміш оточує головного героя, об’єктив висвітлює його любов до влади і, зрештою, бажання її примножити. 
Під вражаючою галерею з портретів Сталіна в своєму кабінеті Коля обговорює зі своєю дизайнеркою, які штори потрібно придбати в його нову віллу. З одного боку він гордо демонструє своє багатство, а з іншого – з усіх сил намагається показати себе сумлінним слугою народу. Це виглядає комічно та жахливо водночас і є вражаючим портретом зі світу олігархів.
Та як не дивно, і мажор Коля, і його бідніші земляки демонстрували дивовижну світоглядну одностайність. Адже перше, що кидається у вічі - це невміння та небажання героїв картини відстоювати власну думку. Складається враження, що вона взагалі у них відсутня. Партійний функціонер Коля зізнається, що позиція Ахметова є вирішальною для нього. В свою чергу, прості шахтарі одностайно голосують, а потім підписують документи про продаж шахти, навіть не розуміючи того, що вони чинять. Зрештою, їхнє начальство і не збирається нікому нічого пояснювати, бо вважає, що працівники все одно занадто обмежені.
Складається враження, що герої фільму конче потребують однієї конкретної відповіді на всі свої життєві запитання, а також єдиної великої країни, якою був Радянський Союз, єдиної історії, до якої вони звикли, єдності правильних рішень та великого господаря над ними всіма. Тому Степанович, який не має жодних ілюзій щодо "блакитних", підтримує Януковича, бо він вважає, що лише той може контролювати решту злочинців при владі.
Коля також осмислює життя з позиції сили. Він досить відверто каже, що в Україні правоохоронці захищають лише тих, хто кермує державою, а на опозицію чекатимуть в'язниці. Також він стверджує, що вороги Партії Регіонів будуть покарані. Зйомки велися 2009 року, тож ці слова сприймаються як своєрідна передвиборча програма.
Зрештою, герої картини зовсім не прагнуть якихось змін у політиці та житті. Для них найголовніше, щоби Донецьк справив позитивне враження на решту України та близький-далекий закордон. І в цьому йому допоможе футбольний клуб "Шахтар".
Усе життя персонажів стрічки підпорядковане матчам улюбленої команди. Вони стежать за кожною грою, сприймаючи перемоги "Шахтаря", як свої власні життєві перемоги. Навіть Коля Левченко, який не дуже любить футбол, все ж їздить разом із Ахметовим на закордонні матчі. Для нього це не лише спосіб висловити свою відданість господарю, але ще й ознака "престижу".
Саша та Степанович мріють, щоби їхню шахту купив Ахметов, проте той заклопотаний будівництвом дорогого сучасного стадіону. Скляний гігант стадіону різко контрастує із підкопченими потрісканими панельками, проте донеччани все одно радіють його відкриттю. Всі, здається, погоджуються, що найголовніше - це зовнішній ефект, а впорядкування шахт та благоустрій міста можуть зачекати.
Футбол скидається на місцеву квазірелігію. Скажімо Валя, почувши церковні дзвони, хреститься і загадує бажання. Вона вважає, що цей ритуал допоможе "Шахтарю" виграти наступний матч. Перемоги команди у кубку УЄФА герої чекають як другого пришестя, проте омріяний приз нічого не змінює у їхньому житті.

## Виробництво
Загальний бюджет фільму склав 280 тисяч євро. Знімальна група знайшла тільки 190 тисяч. Більшу частину коштів на зйомки фільму виділив 2-ий канал німецького громадського телебачення ZDF. Стрічка фінансувалася також коштами спеціальної медіа-програми для кіновиробництва Євросоюзу, фондом Роберта Боша та Санденс інститутом.

## Прем'єра та фестивалі
Прем'єра фільму відбулася 19 листопада 2010 року на міжнародному фестивалі документального кіно в Амстердамі.
Фільм був представлений на фестивалях:
- Міжнародний фестиваль документального кіно в Амстердамі (IDFA) 2010
- IFF Trieste 2011 (Official Selection)/I,
- Max Ophüls Preis (Award) 2011/D,
- One World Film Festival 2011/Чехія, Прага
- Фестиваль документальних фільмів Docudays25 березня 2011/ Україна, Київ

## Нагороди і номінації
Найкращий документальний фільм кінофестивалю імені Макса Офюльса-2011
- Приз глядацьких симпатій "11mm Festival" 2011 [Архівовано 2 березня 2012 у Wayback Machine.]
- Adolf-Grimme-Preis 2012 [Архівовано 25 березня 2012 у Wayback Machine.]

## Історія
Тридцятипʼятилітній режисер Якоб Пройс розповів Deutsche Welle, що спочатку була ідея зняти політичний фільм. Під час помаранчевої революції Пройс був міжнародним спостерігачем на Донеччині. За його словами, поспілкувавшись з багатьма людьми, він зрозумів, яку важливу роль для донеччан відіграє футбольний клуб “Шахтар” та його президент Ринат Ахметов. Водночас Пройсові дуже не сподобалося, як в Західній Європі була показана “помаранчева” революція. За словами режисера, на Заході це сприймалося так, начебто була лише якась одна-єдина “холодна” війна.

## Події навколо фільму
У фільмі секретар донецької міськради Микола Левченко у робочий час, коли він має виконувати свої безпосередні обов’язки, летить у Дубай на будівельну виставку. Він не без гордості пояснює німецькому гостю доцільність відвідання цієї виставки тим, що разом із друзями є власником будівельної компанії, яка побудувала за Донецьком котеджне містечко "Хорошово". В аеропорт їде на "Лексусі", а вдома демонструє бігову доріжку, прислугу та інші атрибути нуворіша. На матчі "Шахтаря"  він літає бізнес-класом, хоча зізнається, що футбол йому байдужий. 
В той же час батько секретаря донецької міськради несподівано заявляє, що будівельний бізнес належить не сину, котрий на своїй посаді не має права займатись ним, а йому, і на безбідне життя заробляє батько секретаря  міськради адвокатською практикою (демонструє з десяток тек, які тримає дома) і будівництвом житлових будинків. Сам секретар донецької міськради після цієї розмови  також кардинально міняє думку щодо того, хто є власником бізнесу, і повчальним тоном наче й не було його попередніх заяв зазначає, що на його посаді власного бізнесу мати не може.
"Інший Челсі" викликав ажіотаж не лише у простих глядачів - фільмом зацікавилося і донецьке керівництво. І попри деякі побоювання режисера, доля стрічки в Україні складається поки що вдало - її похвалив сам Рінат Ахметов, тож "Іншому Челсі" відкрилися донецькі кінозали. Звісно, багатьох глядачів зацікавила подальша доля Колі Левченка, який постав у картині у не дуже вигідному світлі. Та "блакитний" функціонер  заявив на прес-конференції у Донецьку, що правда і щирість не можуть бути недоліком. Ахметов підтримав свого протеже
Микола Левченко прем’єру фільму «Інший Челсі» відвідав із дружиною, а всі неприємні для нього моменти моменти у фільмі прокоментував. Стосовно будівельної фірми, яку потім згадує і батько Левченка у самій стрічці, секретар заявив що забув її назву і давно передав цей бізнес батьку, а тепер він цим не займається. 
Дізнавшись про це, режисер фільму Якоб Пройс зауважив: 

| Після того, як він розповів мені про свою компанію і його проект будівництва віл за містом, я просив його кілька разів відвезти мене туди. Він не хотів. Коли Коля вилітав в Дубаї, він зустрічався зі своїм партнером, і ми знімали в будівлі аеропорту. Обидва підтвердили, що вони працюють разом - це було в жовтні 2008 року. Якщо він забуває назву компанії, на якій він заробив так багато грошей, тоді хвилює те, що у політичного діяча настільки погана пам’ять. Він сказав мені під час зйомок, коли він був вже секретар міськради, що у нього є компанія, яка будує будинки за межами міста. Я думаю, кожен може зробити власні висновки з усіх цих протиріч |
Після перегляду фільму політик намагався пом’якшити свої слова щодо політичних переслідувань: «З приводу політичних переслідувань я казав це в 2005 році, коли переслідували регіоналів. Коли ці переслідування економічного характеру, я вважаю це правильним і справедливим».
Втім, Якоб Пройс заявив: «Як ви можете бачити у переліку сцен, це неправда. Він казав це 6 березня 2009, коментуючи намагання Колеснікова притягти Луценка до кримінальної відповідальності».
На зустрічі після сеансу один із журналістів зауважив, що "Інший Челсі" зробив хорошу рекламу Левченку і тепер його кар'єра, з огляду на українські реалії, може піти у гору. На це Якоб Пройсс відповів: "А це вже ваша справа".
Чи не вперше представники західноєвропейського світу зняли документальний фільм про Донецьк, а в ньому не декорації головних вулиць міста і правильні вислови з боку чиновників та мешканців, а звичайне, буденне життя шахтарів. Головне нарікання з боку місцевої преси було в тому, що Якоб Пройсс, чи не навмисне вибрав одну з депресивних шахт міста. Однак, як стверджує сам режисер, він не обирав жодної шахти для зйомок, а лише познайомився з шахтарями, які й стали його провідниками в одну з найстаріших копалень міста шахту «Путіловську». Можна собі лише уявити, який би вийшов документальний фільм Якоба Пройсса про невеликі міста Донбасу, де є закриті вугільні підприємства, а шахтарі вимушені працювати нелегально на «копанках», саморобних шахтах.
Показ фільму «Інший Челсі» в Донецьку відбувався за підтримки Генерального консульства Німеччини та Фонду імені Гайнріха Бьолля [Архівовано 9 серпня 2011 у Wayback Machine.].
Гендиректор Першого національного Єгор Бенкендорф повідомив, що ані фінансової можливості, ані необхідності показувати цей фільм у нього немає.

## Цитати з фільму
Коля (Левченко):
|  | ...у нас правоохоронні органи захищають тільки ту політичну силу, яка перебуває при владі. Хто програє на президентських виборах, сяде у в'язницю |

|  | ...цей регіон, синьо-блакитний, це ось такий синій колір справедливості. Це люди тут проживають і голосують, які нікому не нав'язують своєї думки, які говорять російською мовою, і приймають те, що інша частина говорить українською мовою, і хочуть лише того, щоб російська була другою державною,але не того, щоб не було зовсім української. Тобто ми хочемо жити по-своєму, і не забороняємо жити іншим як вони хочуть. |

|  | Тому що я знаю, що якщо хтось спробує щось проти нас зробити, все одно, рано чи пізно, скільки б років не минуло, він буде покараний. Це... такі дії захищають всіх інших, примушують відчувати себе в безпеці |

|  | Манну кашку дуже люблю, коли вона застигне і коли з варенням. Так смачніше. В дитинстві мама завжди примушувала їсти гарячу, а я завжди ждав – так вона більше на морозиво схожа. |

|  | Правди завжди дві. Воду можна вважати і добром і злом. Хтось випив ковток води і спас себе від смерті, тому що не помер від спраги в пустелі. І тоді вода добро. І хтось потонув у річці і вода принесла йому смерть. І ось так просто, від простих речей до складних. Завжди дві правди, дві сторони. |

Валя:
|  | Коли дзвонить дзвін, треба перехреститись і загадати бажання. |

Степанич:
|  | Людство придумало собі свята, щоб святкувати. |

Старе прислів'я з Донбасу:
|  | Коли «Шахтар» виграє, видобуток вугілля зростає. |

## Офіційний сайт фільму
- The Other Chelsea [Архівовано 6 червня 2011 у Wayback Machine.] (англ.)
- фейсбук